# Stöcken (Remscheid)
Stöcken ist eine Hofschaft im Südosten der bergischen Großstadt Remscheid in Nordrhein-Westfalen.

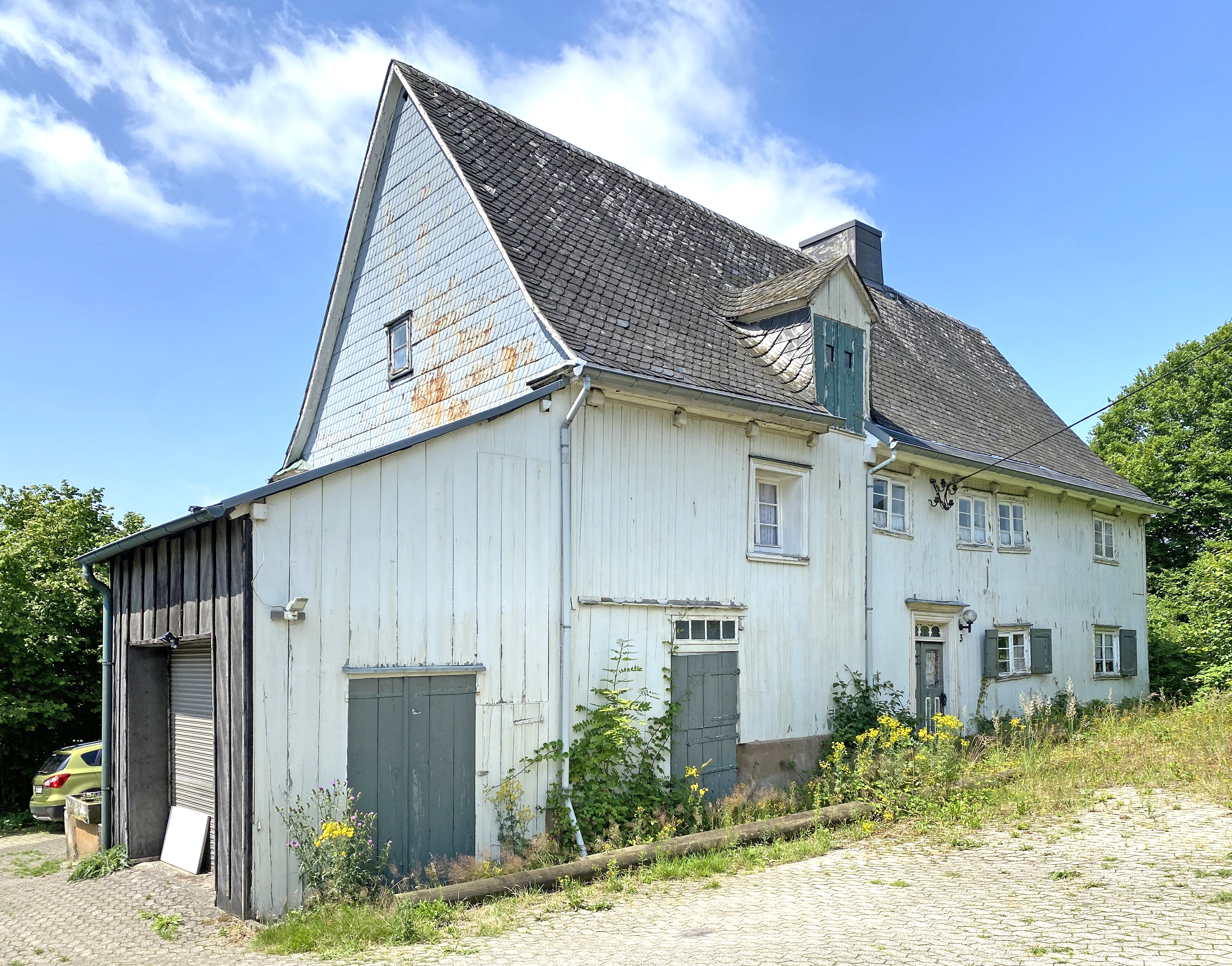
Baudenkmal Stöcken 2/3

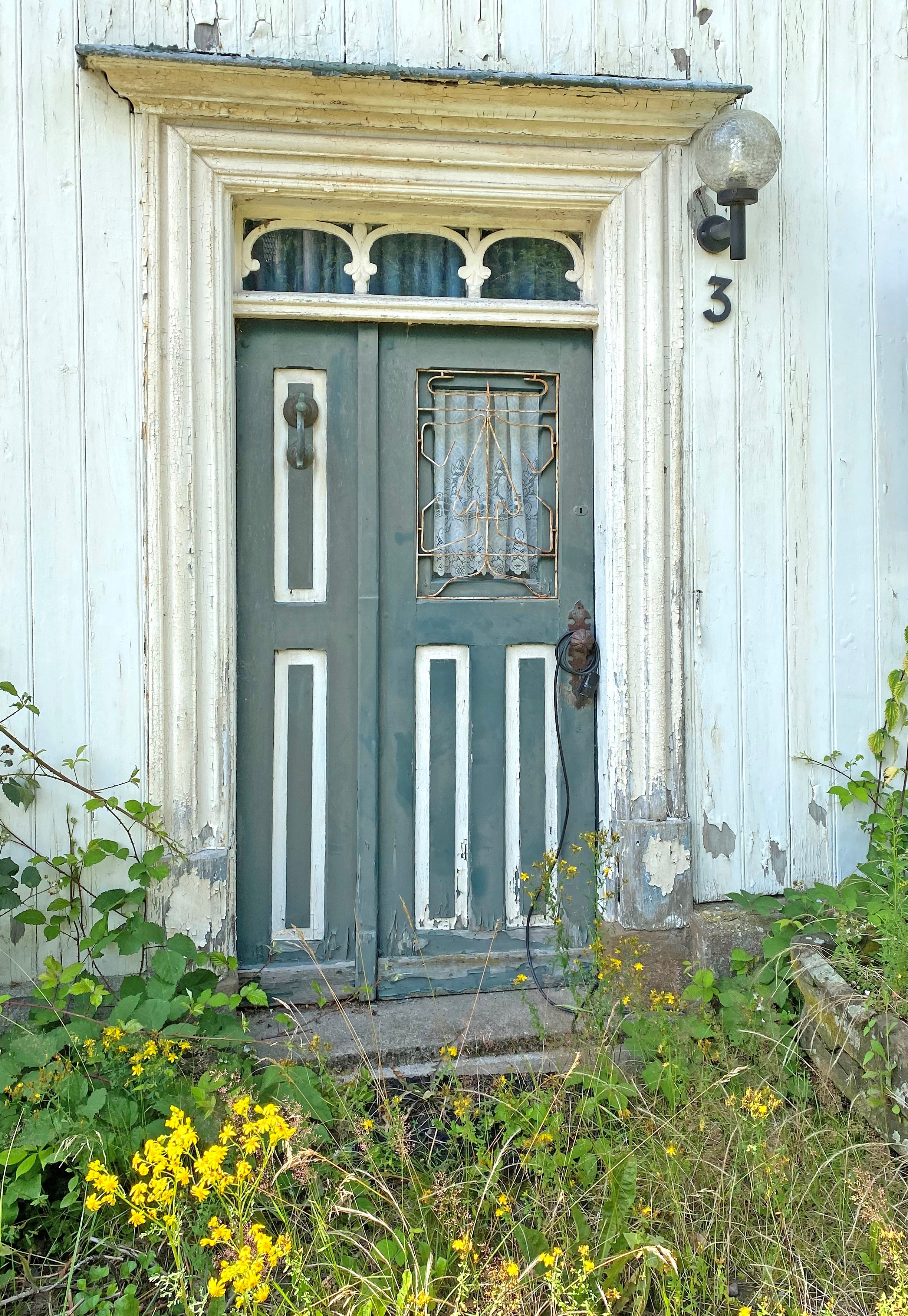
Haustür Stöcken 3

## Lage und Beschreibung
Stöcken liegt im statistischen Stadtteil Bergisch Born West des Stadtbezirks Lennep nördlich von Bergisch Born auf der Wasserscheide zwischen dem Eschbach und der Dörpe, über die die Bundesstraße 51 und die Trasse der Bahnstrecke Wuppertal-Oberbarmen–Opladen („Balkanexpress“) verläuft. Weitere benachbarte Wohnplätze und Hofschaften sind Buchholzen, Piepersberg, Jägerhaus, Leverkusen und Bergerhöhe, Engelsburg, Heydt, Rademachershof, Eichenhof und Eichendahlerhof. Abgegangen ist Beeck.
Der Ort ist über eine Zufahrtsstraße erreichbar, die von der Bundesstraße abzweigt und auch Buchholzen anbindet. Die beiden Doppelhäuser Stöcken 2/3 und Stöcken 4/5 stehen unter Denkmalschutz.

## Geschichte
Stöcken wurde erstmals 1487 als Stocken urkundlich erwähnt. Die Karte Topographia Ducatus Montani aus dem Jahre 1715 zeigt den Hof als Stockte. Im 18. Jahrhundert gehörte der Ort zum bergischen Amt Bornefeld-Hückeswagen.
1815/16 lebten 33 Einwohner im Ort. 1832 war Stöcken Teil der altbergischen Landgemeinde Fünfzehnhöfe, die nun der Bürgermeisterei Wermelskirchen angehörte. Der laut der Statistik und Topographie des Regierungsbezirks Düsseldorf als Ackergut bezeichnete Ort besaß zu dieser Zeit sechs Wohnhäuser und fünf landwirtschaftliche Gebäude. Zu dieser Zeit lebten 35 Einwohner im Ort, allesamt evangelischen Glaubens.
Im Gemeindelexikon für die Provinz Rheinland werden für das Jahr 1885 sechs Wohnhäuser mit 36 Einwohnern angegeben. Der Ort gehörte zu dieser Zeit zur  Bürgermeisterei Fünfzehnhöfe innerhalb des Kreises Lennep. 1895 besitzt der Ort sechs Wohnhäuser mit 33 Einwohnern, 1905 sechs Wohnhäuser und 28 Einwohner.
1906 wurde die Bürgermeisterei Fünfzehnhöfe mit Stöcken in die Stadt Lennep eingemeindet, die 1929 ihrerseits in Remscheid eingemeindet wurde.